# Ba (Ljig)
Pour les articles homonymes, voir Ba.
Ba (en serbe cyrillique : Ба) est un village de Serbie situé dans la municipalité de Ljig, district de Kolubara. Au recensement de 2011, il comptait 476 habitants.

### Liens externes

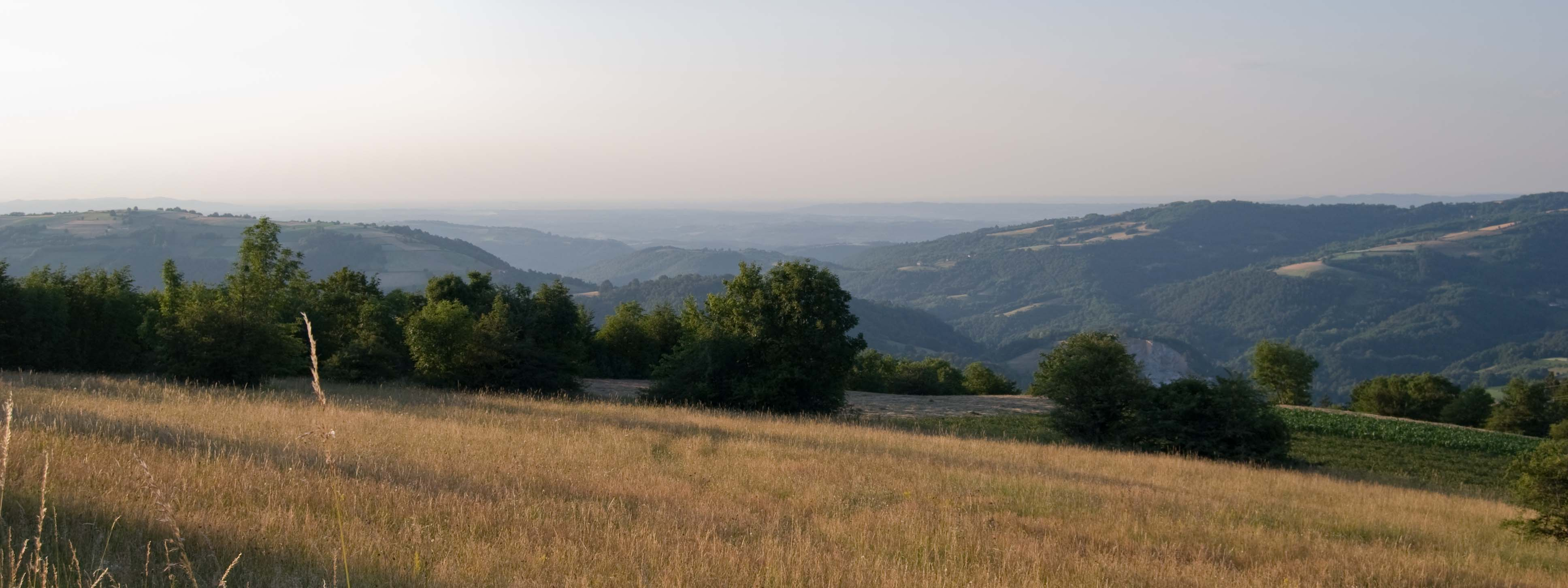
Les monts Rajac vus de Ba et Slavkovica

## Démographie
| 1948  | 1953 | 1961 | 1971 | 1981 | 1991 | 2002 | 2011 |
| ----- | ---- | ---- | ---- | ---- | ---- | ---- | ---- |
| 1 005 | 979  | 956  | 867  | 760  | 694  | 605  | 476  |

|  |